# トルクス

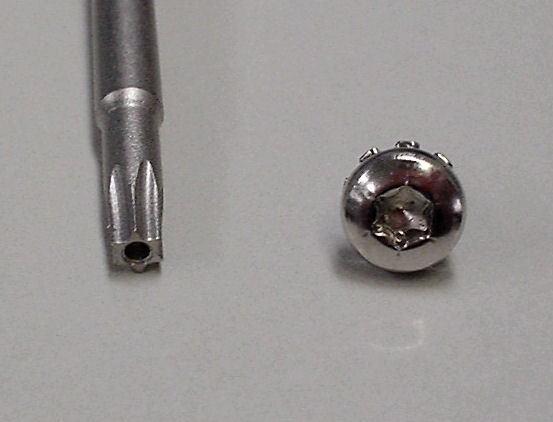
トルクスねじ

トルクス (Torx) とは、1967年にアメリカ合衆国のテキストロン・カムカー社（CAMCAR DIVISION OF TEXTRON Fastening System Inc.）が開発した六角星型のねじ頭の規格。トルクスという名称は登録商標のため、ISO 10664で一般名称をhexalobular internal（ヘクサロビュラー・インターナル）としている他、ヘックスローブ（6個の突起）またはヘクスローブとも呼ばれる。

## 用途
マイナスネジの場合、ドライバーとネジの中心を合わせ続けなければならない。また、ドライバーの刃先がネジの頭から使用者側に押し出されて、ネジの頭から外れるカムアウト現象により、ネジの頭を痛めてしまうことがあり、これを防ぐために回す間はネジを押し続ける必要がある。プラスネジになって中心を合わせることは不要になったがカムアウト現象は解決されなかった。それに対してトルクスはネジの頭が六角の星型をしているためドライバーとネジとのかみ合いが強く、力の伝達効率が非常に高い（カムアウトしにくい）ことが特徴である。このためヨーロッパではプラスネジを抑えて主流になりつつあり、ヨーロッパ製の自動車やオートバイなどにも数多く採用されている。
日本では2000年代に入ってもそこまで一般化（普及）しておらず、このタイプのねじは一般家庭に常備されているプラス・マイナスのドライバーで回すことができないため、いたずら防止を意図して用いられることもある。しかし最近（2009年時点）ではホームセンターや100円ショップなどでもトルクスドライバーが販売されるようになり、誰でも簡単に手に入れられるようになっていたずら防止の効果は低くなっている。なお、ねじ側の中心部にいじり止めと呼ばれる突起のある物とない物がある。
Appleのコンピュータ、Macintoshには古くからのこのトルクスねじが使用されており、ヒューレット・パッカード（旧コンパック）のパソコンにはトルクスとマイナスのどちらでも回せるネジが使われている。コピー機のコピーカード部分にも使われている。

## ねじサイズ
トルクス (Torx) ねじのサイズは、その頭文字を取ってT10などと表記され、Tの後に続く数字が大きいほど、大きいねじ頭となる。トルクスねじを回す場合は、かみ合いが強い分、完全に同じサイズのトルクスドライバーまたはビットを使用することが基本となっており、僅かでも違ったサイズで回そうとするとねじやドライバーを壊す原因となるので注意が必要である。また後述するエクスターナルトルクス (External Trox) ねじのサイズはEで始まり、Tで始まる物とはサイズ表記が異なる。例えばE4とT20が同じサイズとなる。
| サイズ | インチ | ミリメートル | 最大許容トルク / ft lb | 最大許容トルク / N m | エクスターナル (E Torx) |
| ------ | ------ | ------------ | ---------------------- | -------------------- | ----------------------- |
| T1     | .031   | .81          | .01 ～ .02             | .02 ～ .03           |                         |
| T2     | .036   | .93          | .05 ～ .07             | .07 ～ .09           |                         |
| T3     | .046   | 1.10         | .10 ～ .13             | .14 ～ .18           |                         |
| T4     | .050   | 1.28         | .16 ～ .21             | .22 ～ .28           |                         |
| T5     | .055   | 1.42         | .32 ～ .38             | .43 ～ .51           |                         |
| T6     | .066   | 1.70         | .55 ～ .66             | .75 ～ .90           |                         |
| T7     | .078   | 1.99         | 1.0 ～ 1.3             | 1.4 ～ 1.7           |                         |
| T8     | .090   | 2.31         | 1.6 ～ 1.9             | 2.2 ～ 2.6           |                         |
| T9     | .098   | 2.50         | 2.1 ～ 2.5             | 2.8 ～ 3.4           |                         |
| T10    | .107   | 2.74         | 2.7 ～ 3.3             | 3.7 ～ 4.5           |                         |
| T15    | .128   | 3.27         | 4.7 ～ 5.7             | 6.4 ～ 7.7           |                         |
| T20    | .151   | 3.86         | 7.74 ～ 9.37           | 10.5 ～ 12.7         | E4                      |
| T25    | .173   | 4.43         | 11.7 ～ 14.0           | 15.9 ～ 19           | E5                      |
| T27    | .195   | 4.99         | 16.6 ～ 19.8           | 22.5 ～ 26.9         |                         |
| T30    | .216   | 5.52         | 22.9 ～ 27.6           | 31.1 ～ 37.4         |                         |
| T40    | .260   | 6.65         | 39.9 ～ 48.0           | 54.1 ～ 65.1         | E8                      |
| T45    | .306   | 7.82         | 63.4 ～ 76.1           | 86 ～ 103.2          |                         |
| T50    | .346   | 8.83         | 97.4 ～ 117            | 132 ～ 158           | E10                     |
| T55    | .440   | 11.22        | 161 ～ 189             | 218 ～ 256           | E14                     |
| T60    | .519   | 13.25        | 280 ～ 328             | 379 ～ 445           |                         |
| T70    | .610   | 15.51        | 465 ～ 516             | 630 ～ 700           |                         |
| T80    | .690   | 17.54        | 696 ～ 773             | 943 ～ 1048          |                         |
| T90    | .784   | 19.92        | 984 ～ 1094            | 1334 ～ 1483         |                         |
| T100   | .871   | 22.13        | 1359 ～ 1511           | 1843 ～ 2048         |                         |

## バリエーション
セキュリティートルクス (Torx TR)
いたずら防止 (Tamper-Resistant) のための突起が中心についている。
エクスターナルトルクス (E Torx)
エクスターナルは「外側の」という意味で、ねじ頭は外側面に刻みがあり、トルクスドライバーの先端と同じ形になっている。回す場合には専用のE Torxソケットを使用するが、通常の六角ボルト用ソケットレンチで代用することもできる。自動車のエンジン、トランスミッションによく採用例が見られる。
トルクスプラス (Torx Plus)
より強いトルク、耐消耗性を備えている。
トルクスTS (Torx TS)
トルクスプラスにいたずら防止機能を追加したもの。